# خانه موزه تمبر ایران
خانه موزه تمبر ایران یکی از موزه‌های شهر تبریز است که در محل خانه مجتهدی و در خیابان جمهوری اسلامی، کوچه شهید صمصامی قرار گرفته‌است. خانه مجتهدی در تاریخ ۱۳۸۱/۱۲/۱۷ خورشیدی به شمارهٔ ۷۵۳۶ در فهرست آثار ملی ایران به ثبت رسیده‌است.

## مشخصات بنا
خانه مجتهدی از دو بخش اندرونی و بیرونی تشکیل یافته که بخش اندرونی ردر شمال و بخش بیرونی در جنوب آن واقع شده‌است ورودی به خانه از سمت غرب ساختمان است که از طریق هشتی دو دالان مجزا ما را به اندرونی و بیرونی می‌رساند بخش بیرونی دارای دو طبقه و شامل زیر زمین و طبقه همکف است در طبقه همکف یک اتاق طنبی مرکزی قرار گرفته که از دو طرف با پله و از طریق ان به راهرو و دسترسی دارد ارتفاع طنبی دو اتاق کله‌ای به وجود آورده که به طنبی دید دارند و دسترسی به آن‌ها از طریق دو راه پله و از راه رو همکف است.
در تابستان نشین یک فضای روباز وجود دارد که چهار اتاق در دو طرف آن واقع شده‌است این فضا که در دل ساختمان قرار گرفته در نوع خود بی نظیر است برای ورود به حیاط اندرونی به قسمت جنوبی دو راه پله ایوان دار از دو طرف وجود دارد که از طریق دو راه هرو ما را به فضای روباز مرکزی و طنبی می‌رساند جبهه غربی بخش جنوبی نیز دارای چند اتاق تو در تو در طبقه همکف است.
ورود به زیرزمین قسمت جنوبی از طریق دو راه پله که از حیاط شمالی راه دارد و نیز یک راه پله از حیاط جنوبی صورت می‌گیرد زیر زمین از چند فضای سردابه مانند تشکیل شده که در مرکز و جنوب ان یک حوضخانه قرار دارد.
حیاط شمالی در قسمت شرق دارای طاق نمای آجری و در سمت غرب دارای چند اتاق است ساختمان شمالی که بنا و نمای آن متاخر به نظر می‌رسد احتمالاً اواخر قاجاریه و اوایل پهلوی از سه طبقه تشکیل شده‌است طبقه زیر زمین پوشش طاقی دارد و در طبقه همکف یک اتاق سه دری مرکزی قرار گرفته که از دو راهرو جانبی وارد آن می‌شویم همچین دو اتاق در دو طرف راهرو قرار گرفته‌است امتداد این دو راهرو ما را از طریق پله به طبقه اول می‌رساند در طبقه اول یک اتاق سه دری بزرگ در مرکز و چندین اتاق در اطراف آن قرار گرفته‌است اتاق سه دری مرکزی یک ایوان در قسمت جنوبی خود دارد نمای این قسمت دارای تزیینات اجری است این بنا اکنون در حال مرمت می‌باشد.